# サウンドスケープ
サウンドスケープ（soundscape）とは、1960年代終わりに、カナダの作曲家マリー・シェーファーによって提唱された概念で「音風景」、「音景」などと訳される。風景には音が欠かせないという考え方で、そこからサウンドスケープデザインが生まれた。

## 概要
「サウンドスケープ」とは、ランドスケープのランドを「サウンド」に置き換えた言葉で、音の風景という意味である。シェーファーの著書が翻訳されたとき「音風景」と訳された。近代では、音を環境から切り離し、あまりにも客観的に取り扱ってきたため、もう一度音を風景の観念でとらえ、その上で音を巡っての関係性に注目し、日常生活や環境の中で音を風景としてどのようにかかわっているのかを考えるために、「サウンドスケープ」という概念が提唱された。
電気の時代に入り、電気機器の作動音が地域の音の根源となる中心音を提供し、交流の周波数が50ヘルツの地域ではGシャープ音、また60ヘルツの地域ではBナチュラル音が中心者になっているという調査結果、たとえば周波数が50ヘルツのスウェーデンのスケ－プという町では、厚紙工場、ガラス工場、ビール工場、金続工場などの機械の音を開いてみると、それぞれの周波数は、Gシャープ音を根音とする和音を形成していることを発見し、それらの音を楽譜に書き表わしている。
シェーファーはこのようにいろいろな音の文化を調査し、文化的背景や環境の中で音をもう一度とらえ、そのうえで大切に考えていこうと提唱している。
シェーファーは、「サウンドスケープ」という概念に基づいて、カナダを始め世界各地で音環境の調査をしている。彼は、地域の標識となる音を「サウンドマーク」と名付け、地域にとって特徴のある目印になるランドマークと同様に、その地域の特性を示している音をとらえる。風の一日の動きに合わせて村の音風景も変化し、その変化は時計回りであるという調査結果を得る。天候などを判断しながら暮らしている。このように暮らしの中で、音から情報を得たり、色々なことを判断したりしている共同体を「音響共同体」という言葉で表している。
またドイツの教会の鐘の音の到達範囲、さらにカナダのバンクーバーの町で、聖ロザリー教会の鐘の音がどのように埋もれていってしまうかなどを調査し、音は大きな道路を通って伝わること、広い通りがあると、それに沿って音は比較的遠くまで届くが、高いビルなどが建ってしまうと、それに遮られるといった、音の広がり方が街の構造によって決まることなどを発見している。

## 日本におけるデザインの実施例
- 府中の森美術館　東京都府中市
- 瀧廉太郎記念館　大分県竹田市
- 知る区ロード「みみのオアシス」　東京都杉並区
- 国営越後丘陵公園Sounding Atmosphere大気を聴く　新潟県長岡市
- ビッグハート出雲サウンド・コラム（音の柱）　島根県出雲市
- 存在する音の海　Umi-Tsukushi, Wave Wave Wave　小名浜港2号埠頭　福島県いわき市
- 松之山自然科学館キョロロのtn,kin,pin　音の泉　新潟県十日町市
- 風の丘葬斎場「音のベンチ」　大分県中津市